# HD 4313
HD 4313 är en ensam stjärna i den mellersta delen av stjärnbilden Fiskarna. Den har en skenbar magnitud av ca 7,83 och kräver åtminstone en stark handkikare eller ett mindre teleskop för att kunna observeras. Baserat på parallax enligt Gaia Data Release 2 på ca 7,3 mas, beräknas den befinna sig på ett avstånd på ca 446 ljusår (ca 137 parsek) från solen. Den rör sig bort från solen med en heliocentrisk radialhastighet på ca 15 km/s.

## Egenskaper
HD 4313 är en gul till vit underjättestjärna av spektralklass G5 IV, som har förbrukar förrådet av väte i dess kärna och börjat utvecklas bort från huvudserien. Den har en massa som är ca 1,6 solmassor, en radie som är ca 5 solradier och har ca 16 gånger solens utstrålning av energi från dess fotosfär vid en effektiv temperatur av ca 5 000 K.
Undersökningar har visat att ingen följeslagare finns vid HD 4313 åtminstone inom ett projicerat avstånd av 6,85 till 191,78 AE.

## Planetsystem
År 2010 upptäcktes en exoplanet, HD 4313 b, av typ superjupiter i omlopp kring stjärnan.
| Planet | Massa              | Halv storaxel (AE) | Siderisk omloppstid (d) | Excentricitet | Inklination | Radie  |
| ------ | ------------------ | ------------------ | ----------------------- | ------------- | ----------- | ------ |
| b      | ≥ 1,927 ± 0,090 MJ | 1,157 ± 0,097      | 356,21 ± 0,88           | 0,147 ± 0,047 | -           | 1,2 RJ |